# Peyriguère
Peyriguère település Franciaországban, Hautes-Pyrénées megyében. Lakosainak száma 21 fő (2022. január 1.). Peyriguère Aubarède, Cabanac, Goudon, Moulédous, Mun, Orieux, Sère-Rustaing és Thuy községekkel határos.

## Népesség
A település népességének változása:
| Lakosok száma | 24   | 25   | 26   | 27   | 29   | 30   | 27   | 24   | 21   |
|               | 2013 | 2015 | 2016 | 2017 | 2018 | 2019 | 2020 | 2021 | 2022 |